# Osynlig närvaro
Osynlig närvaro är en svensk miniserie i tre delar från 1991 i regi av Titte Törnroth. Serien bygger på Hans-Eric Hellbergs bok med samma namn och i rollerna ses bland andra Sif Ruud, Lena Strömberg och Pelle Hanaeus.

## Handling
Serien handlar om Judit, en nyfiken flicka i gränslandet mellan vuxenliv och barndom. På sportlovet besöker hon sin mormor Tora, som är bosatt i ett gammalt skolhus i en glesbygdsby. Mormor målar porträtt av släktingar och vänner från sin ungdom. Den osynliga närvaron av dessa sedan länge döda människor berör Judit och hennes barndomsvän Niklas djupt.

## Rollista
- Sif Ruud – mormor Tora
- Lena Strömberg – Judith
- Pelle Hanaeus	– Niclas
- Folke Asplund – Andersson
- Anna Godenius – Blenda
- Roland Hedlund – Sigvard
- Palle Granditsky – Max
- Jonas Karlsson – Kristian I
- Mog Grudd	– Kristian II

## Om serien
Osynlig närvaro producerades av Ann-Mari Jartelius för Sveriges Television och sändes i tre avsnitt à 30 minuter mellan den 23 september och 7 oktober 1991. Manusförfattare var Agneta Ginsburg, kompositör Thomas Sundström och fotograf Peter Fredlund.